# Долгов Петро Дмитрович
Петро Дмитрович Долгов (нар. 29 червня 2000) — український футболіст, захисник.

## Біографія
Вихованець Каракуртского філіалу Болградської ДЮСШ (2006—2013), СДЮШОР «Чорноморець» (Одеса) (2013—2017). В подальшому увійшов до структури клубу, де грав спочатку у юнацькому чемпіонаті до 19 років, а потім і в молодіжній першості України з футболу. 26 жовтня 2019 року дебютував за першу команду «моряків» в матчі чемпіонату України 2019/20 серед команд першої ліги проти клубу МФК «Металург», коли він на 87-й хвилині замінив Миколу Мусолітіна.

## Статистика
| Сезон   | Клуб                    | Ліга         | Чемпіонат | Чемпіонат | Кубок | Кубок | Першість дублерів | Першість дублерів |
| Сезон   | Клуб                    | Ліга         | Ігри      | Голи      | Ігри  | Голи  | Ігри              | Голи              |
| ------- | ----------------------- | ------------ | --------- | --------- | ----- | ----- | ----------------- | ----------------- |
| 2017/18 | «Чорноморець» (Одеса)   | Прем'єр-ліга | 0         | 0         | 0     | 0     | 27                | 0                 |
| 2018/19 | «Чорноморець» (Одеса)   | Прем'єр-ліга | 0         | 0         | 0     | 0     | 22                | 0                 |
| 2019/20 | «Чорноморець-2» (Одеса) | Друга ліга   | 14        | 0         | 0     | 0     | 0                 | 0                 |
| 2019/20 | «Чорноморець» (Одеса)   | Перша ліга   | 8         | 0         | 1     | 0     | 0                 | 0                 |